# Gotická klenba

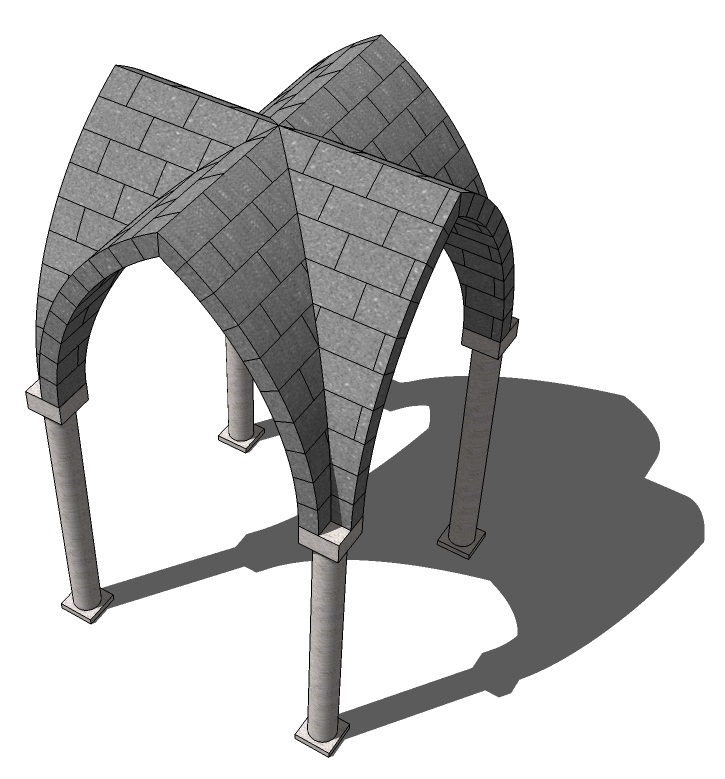
Křížová klenba

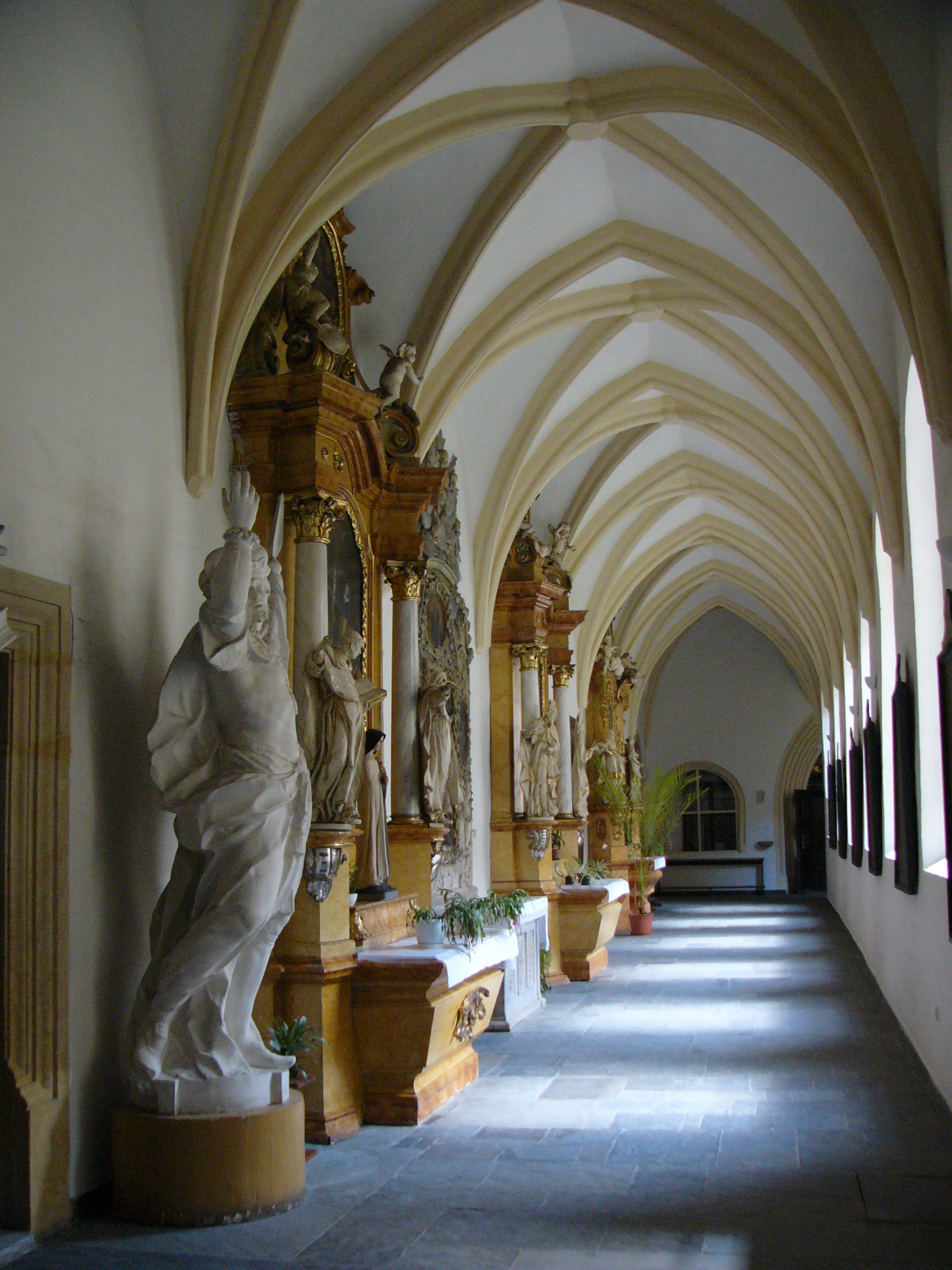
Žebrová křížová klenba křížové chodby u kostela sv. Michala v Olomouci

Gotická klenba s opěrným systémem je spolu s lomeným obloukem základní prvek gotické architektury.

## Křížová klenba (základní typ)

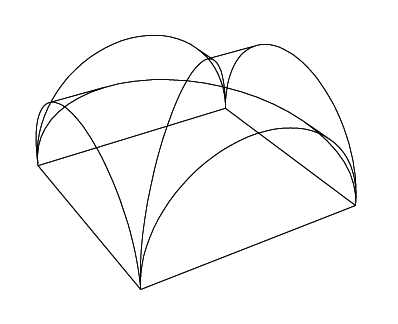
Vysvětlení křížové klenby jako průniku dvou na sebe kolmých valených kleneb

Na počátku gotiky byla široce používaná křížová klenba (dříve převládala klenba valená). Tuto klenbu lze odvodit jako průnik dvou valených kleneb, které jsou na sebe kolmé. V místě průsečíků vznikají hrany, které svádějí tlaky klenby do čtyř opěrných bodů v úhlech klenebního pole (= travé) a dělí klenbu na čtyři kápě. Hrany bývaly velmi často zesíleny kamennými žebry – takovou klenbu nazýváme žebrová klenba.

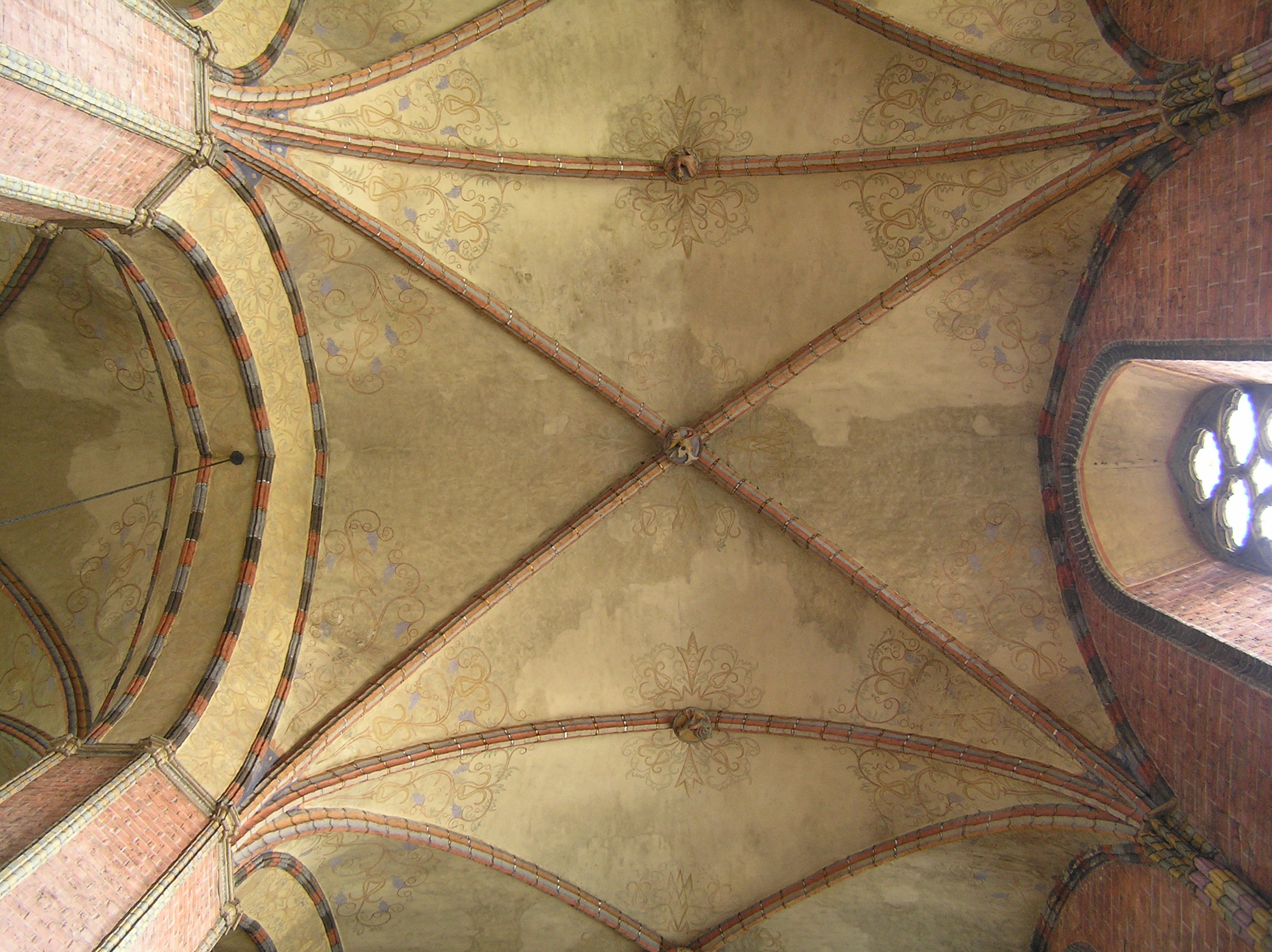
Klenba kostela Panny Marie, Chełmno, Polsko, 1330-1340

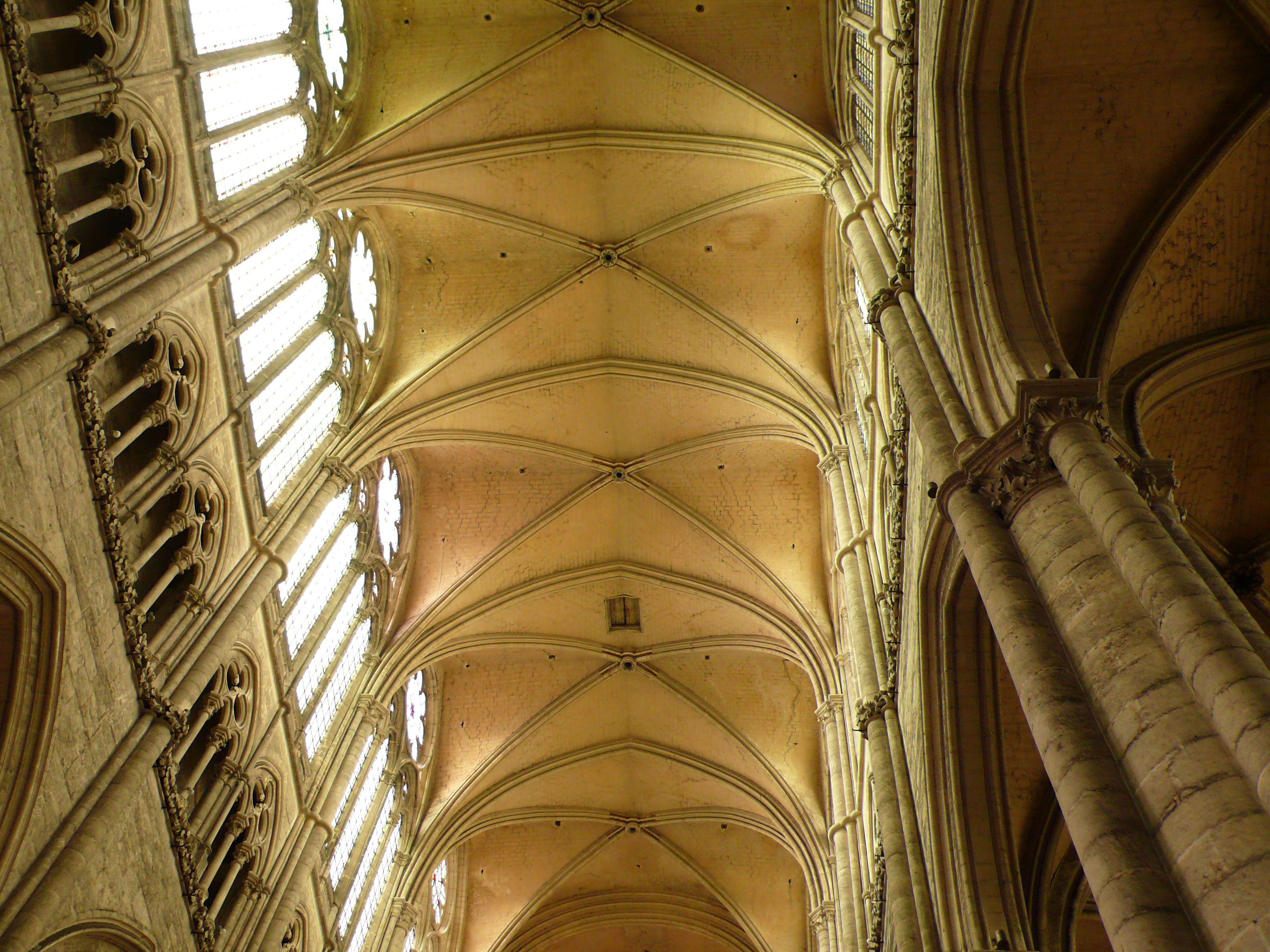
Klenba katedrály v Amiens

Křížová klenba nebyla objevem gotické architektury – tu znala již románská architektura (např. katedrála v Durhamu). Novinkou byla kombinace této klenby s lomeným obloukem, která umožnila zaklenout různě široké prostory stejně vysokou klenbou (prostým využitím různé strmosti lomeného oblouku) nebo zaklenout křížovou klenbou prostory jiného než čtvercového tvaru. Technické a estetické možnosti žebrové klenby byly zřejmě rozpoznány na více místech krátce po roce 1100 (mimo zmíněný Durham v severní Itálii a ve Špýru). Rozšířily se pak do Normandie a odtud do střední Francie.
U nejstarších staveb jsou žebra mohutná, později dochází k jejich odlehčování, statickou funkci nahrazuje funkce dekorativní.
V České republice se poprvé objevuje křížová klenba v bočních lodích klášterního kostela v Teplé (okres Cheb), který byl stavěn od 90. let 12. století a vysvěcen roku 1232. Zdejší křížová klenba ještě není podepřená žebry. Počátkem 13. století se objevila řada drobných staveb zaklenutých křížovou žebrovou klenbou.
Významné stavby zaklenuté křížovou klenbou (odkazy jsou často na národní stránky s bohatou fotodokumentací):
- katedrála v Amiens, Francie – nejdokonalejší[5] gotická katedrála (vrcholná gotika)
- katedrála v Chartres, Francie – jedna z nejstarších a nejkrásnějších francouzských katedrál
- Katedrála v Remeši, Francie – nejdokonalejší raně gotická katedrála
- katedrála svatého Gervásia a Protásia v Soissons – raně gotická katedrála
- katedrála v Salisbury, Anglie – první anglická katedrála, stavěna současně s Amiens (po 1220)[3]
- katedrála ve Wellsu, Anglie – vrchol západoanglické gotiky
- Elisabetkirche, Marburg, Německo – první jednotná gotická chrámová stavba v Německu
- katedrála sv. Petra v Kolíně nad Rýnem, Německo – vrcholné dílo německé gotiky
- katedrála ve Štrasburku, Francie
- klášter Maulbronn, Německo
- katedrála v Leónu, Španělsko – španělská stavba nejblíže příbuzná francouzským katedrálám, bývá nazývána nejfrancouzštější katedrálou na světě[5]
- dóm v Sieně, Itálie – raně renesanční stavba s četnými gotickými prvky
- a řada dalších (zde uveden pouze výběr nejvýznamnějších národních staveb)

Významné stavby zaklenuté křížovou klenbou v ČR:
- cisterciácký klášter v Oseku – první polovina 13. století
- cisterciácký klášter Porta Coeli v Předklášteří u Tišnova – druhá čtvrtina 13. století
- Anežský klášter, Praha – po roce 1250, nejstarší městská kostelní architektura[4]
- Bazilika svatého Prokopa v Třebíči – památka UNESCO
- řada dalších městských i vesnických kostelů, sledujte postupně doplňovanou kategorii Gotické kostely v Česku

## Paprsčitá klenba
Jedná se o nejobvyklejší klenbu používanou na zaklenutí polygonálního závěru presbytáře.
Významné stavby zaklenuté v závěru presbytáře paprsčitě:
- Anežský klášter, Praha – závěr presbytáře kostela sv. Františka, závěr presbytáře kostela Krista Spasitele
- Kostel Zvěstování Panny Marie Na slupi - závěr presbytáře kostela

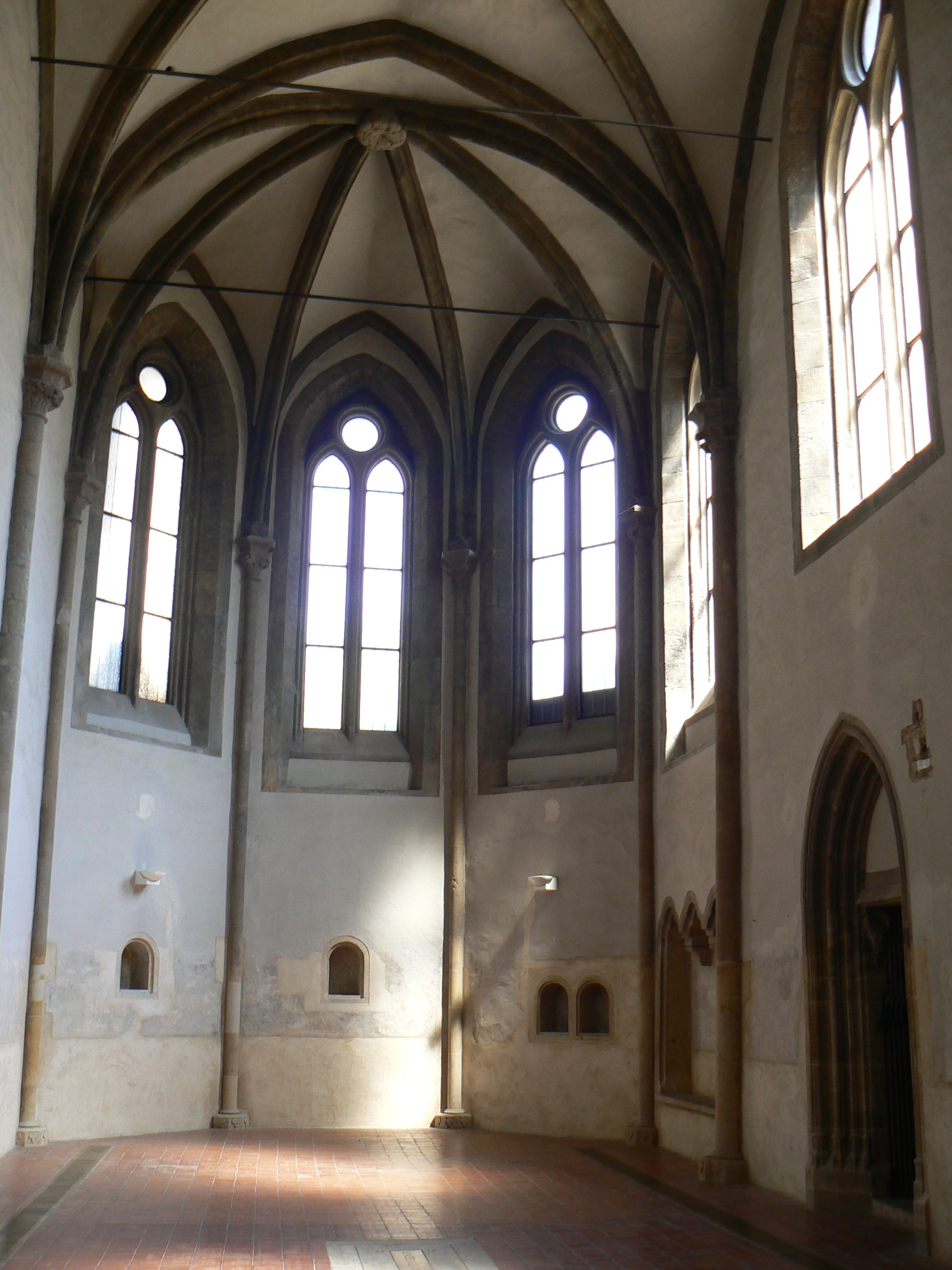
Anežský klášter - paprsčitě zaklenutý závěr presbytáře kostela sv. Františka
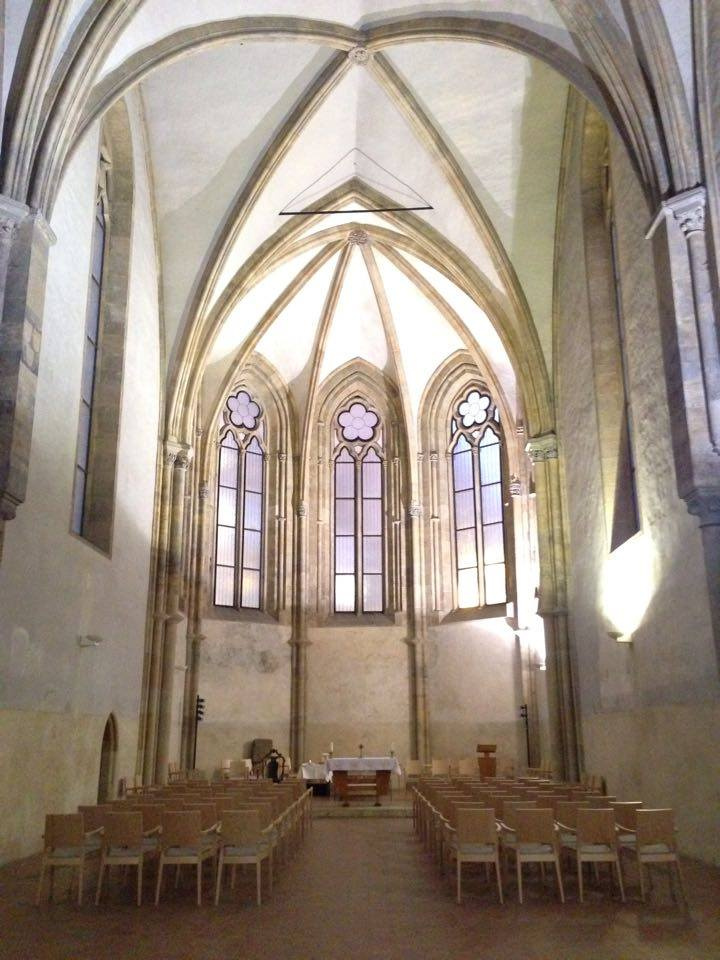
Anežský klášter - klenba presbytáře kostela Krista Spasitele
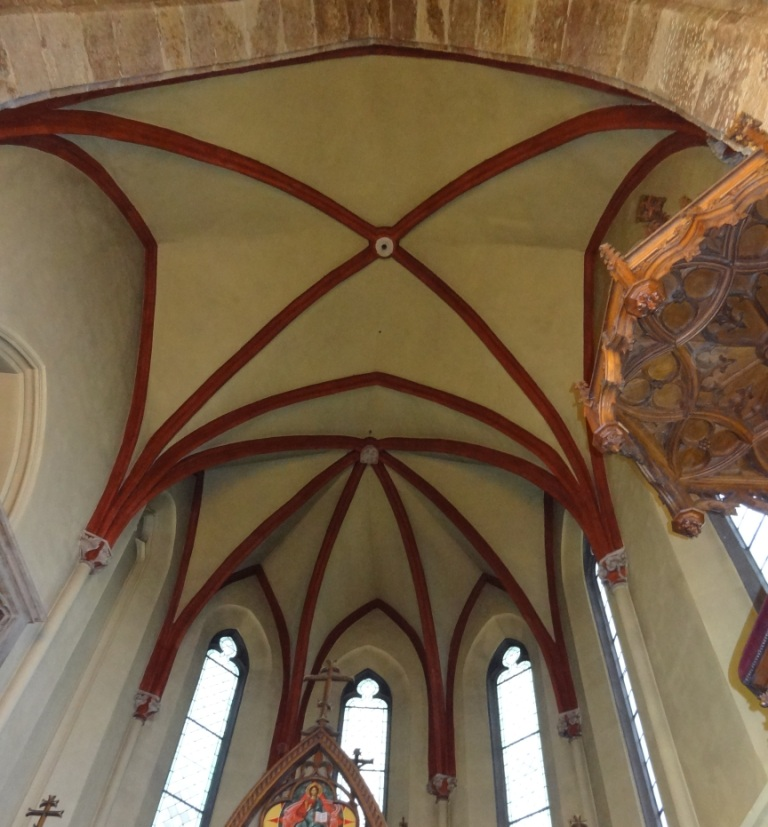
Kostel Zvěstování Panny Marie Na slupi- Klenba závěru presbytáře

## Obkročná klenba

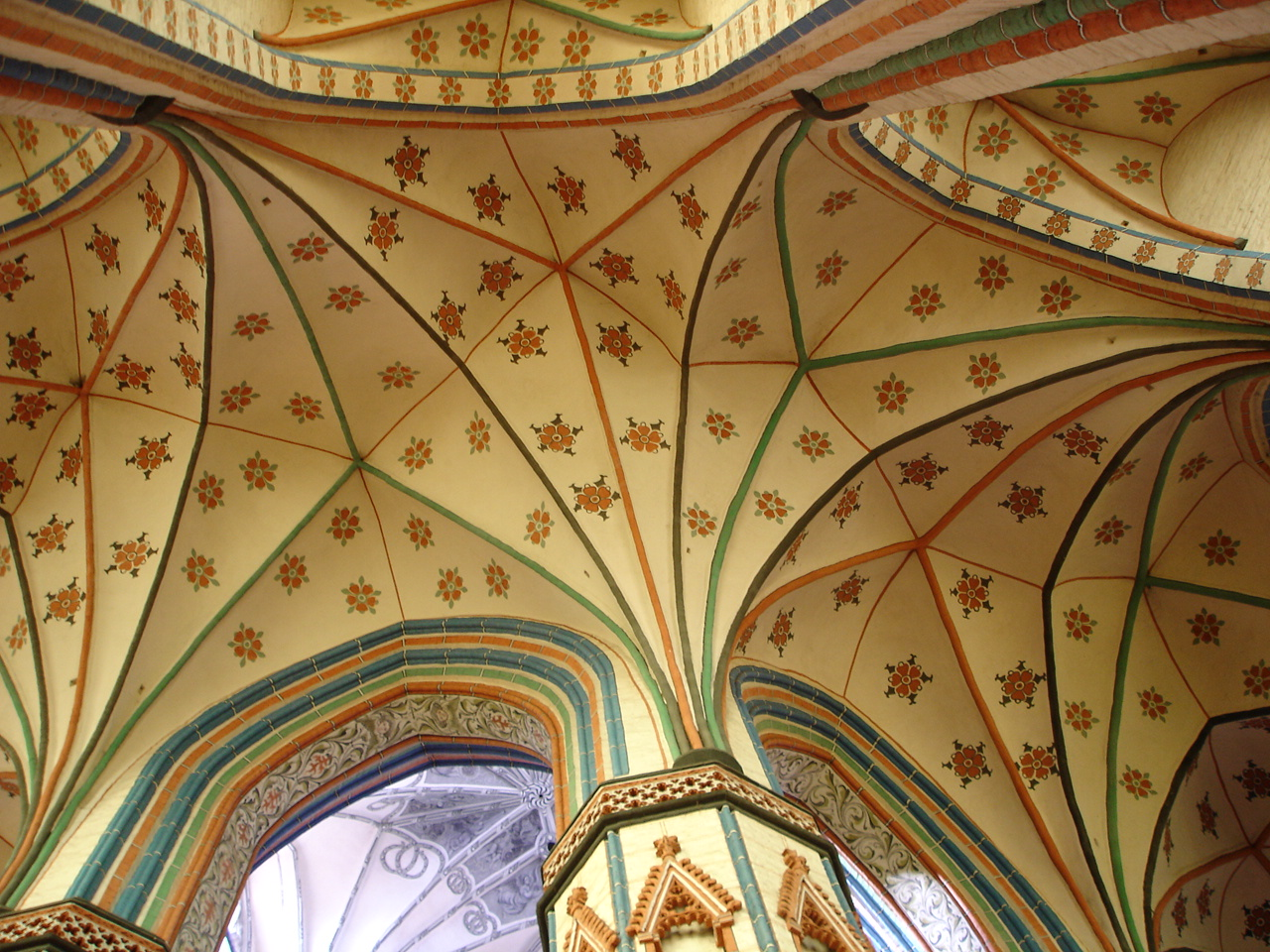
Obkročná klenba ochozu presbytáře kostela Panny Marie, Stargard Szczeciński, Polsko

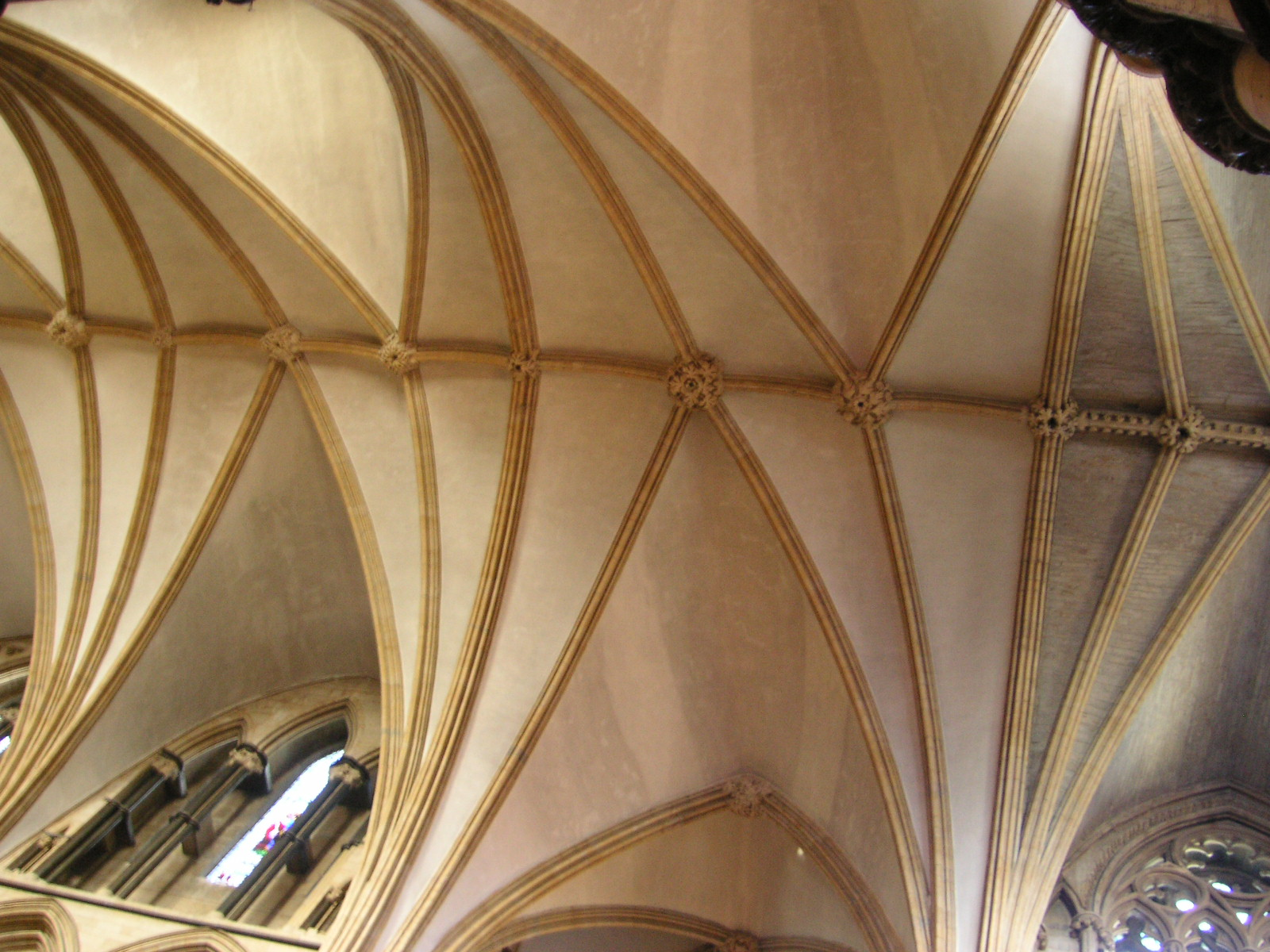
Katedrála v Lincolnu, tzv. "bláznivá klenba"

Obkročná klenba je svedena do podpor úhlopříčně proti sobě postavených, bývá používána jako řešení zaklenutí rohových polí nebo klenby ochozu presbytáře.
Významné stavby zaklenuté obkročnou klenbou:
- katedrála v Lincolnu, Anglie – unikátní klenba (1192–1210), která je nazývána "bláznivá klenba" (en:crazy vaults); jde v podstatě o variantu šestidílné klenby, kdy jsou žebra od sebe na středu klebeního pole oddělena, vznikl tak sled trojpaprsků. Jde o první obohacenou žebrovou klenbu velkého formátu.[3]

Významné stavby v ČR zaklenuté obkročnou klenbou:
- ochoz presbytáře kostela sv. Bartoloměje, Kolín
- kostel sv. Víta, Soběslav – dvě pole dvoulodí před presbytářem zaklenuté třemi trojpaprsky, charakteristické zakončení pro místní kostely rožmberské huti (před 1400)

## Šestidílná klenba

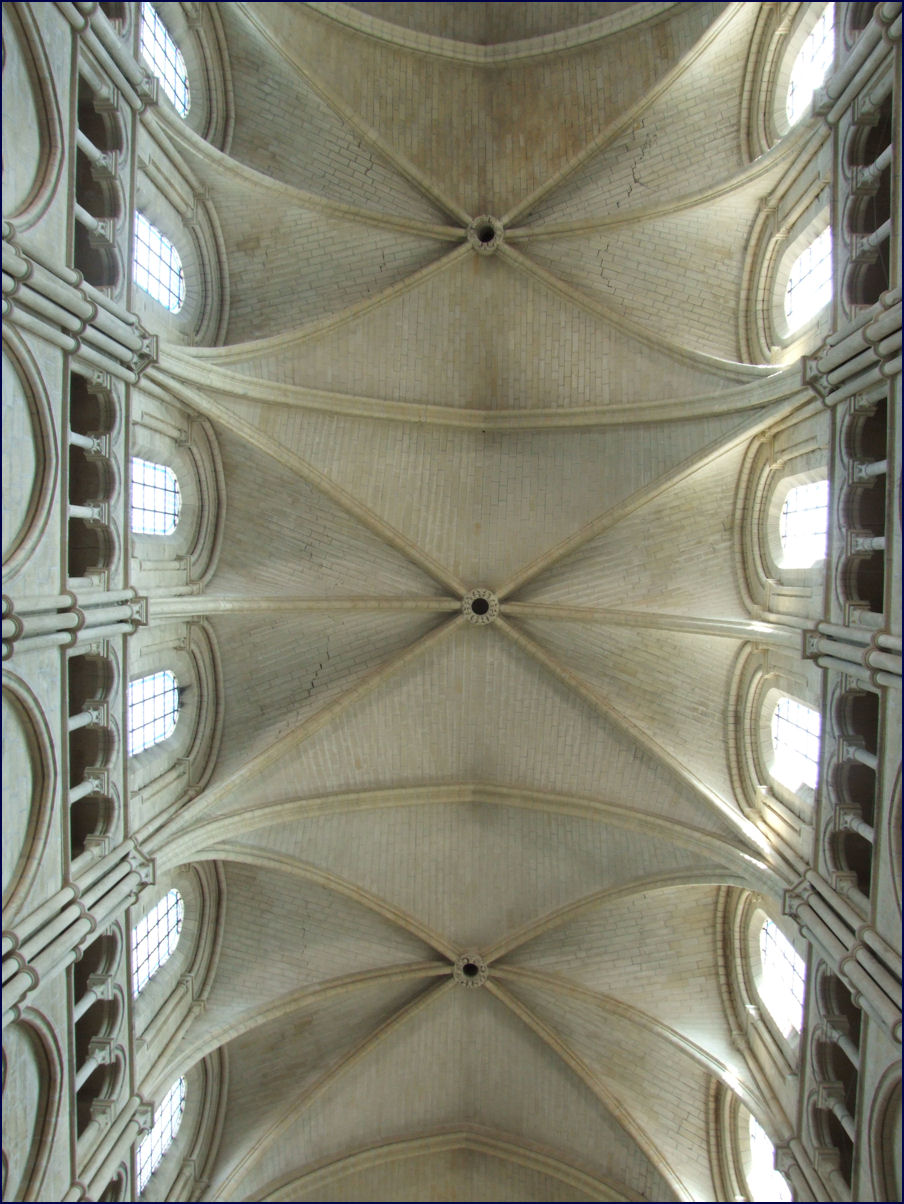
Šestidílná klenba katedrály v Laonu, Francie, od 1160

Vzniká tak, že jsou mezi diagonální (úhlopříčná) žebra vložena ještě žebra kolmá. Je častá u raně gotických staveb.
Významné stavby zaklenuté šestidílnou klenbou:
- bazilika Saint-Denis, Francie – raně gotická emporová bazilika
- katedrála v Laonu, Francie – raně gotická katedrála
- katedrála Notre-Dame, Paříž, Francie – pětilodní emporová bazilika
- katedrála v Beauvais, Francie – katedrála s nejvyšší klenbou vůbec (48 m)[2]
- Katedrála svatého Štěpána v Bourges, Francie – pětilodní, výškově odstupňovaná stavba
- katedrála v Canterbury, Anglie – klenba chóru (1174–1184)

## Osmidílná klenba

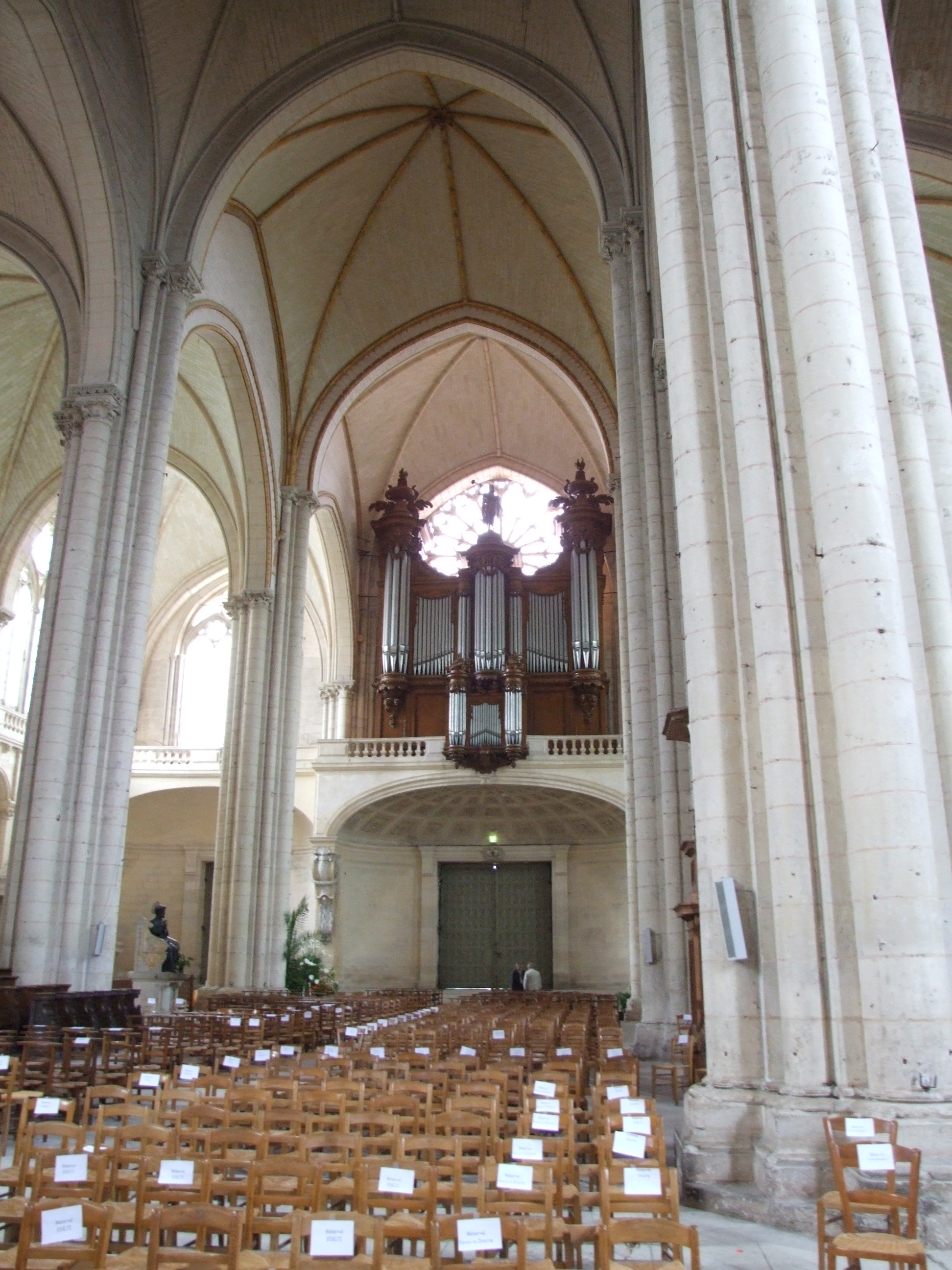
Osmidílně zaklenutá katedrála v Poitiers

Je dalším rozvinutím šestidílné klenby, od níž se liší přidáním dalších dvou podélných žeber.
Významné stavby zaklenuté osmidílnou klenbou:
- katedrála sv. Petra a Pavla v Poitiers, Francie – trojlodní pravoúhlá stavba
- katedrála sv. Mořice v Angers, Francie

## Hvězdová klenba

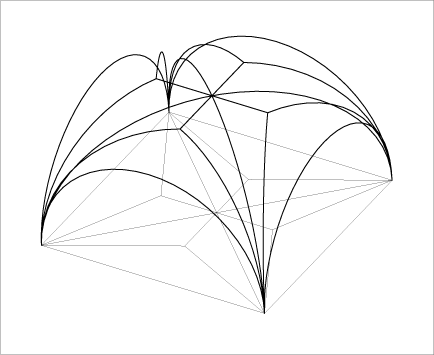
Vznik hvězdové kleby jako průsečíku několika valených kleneb

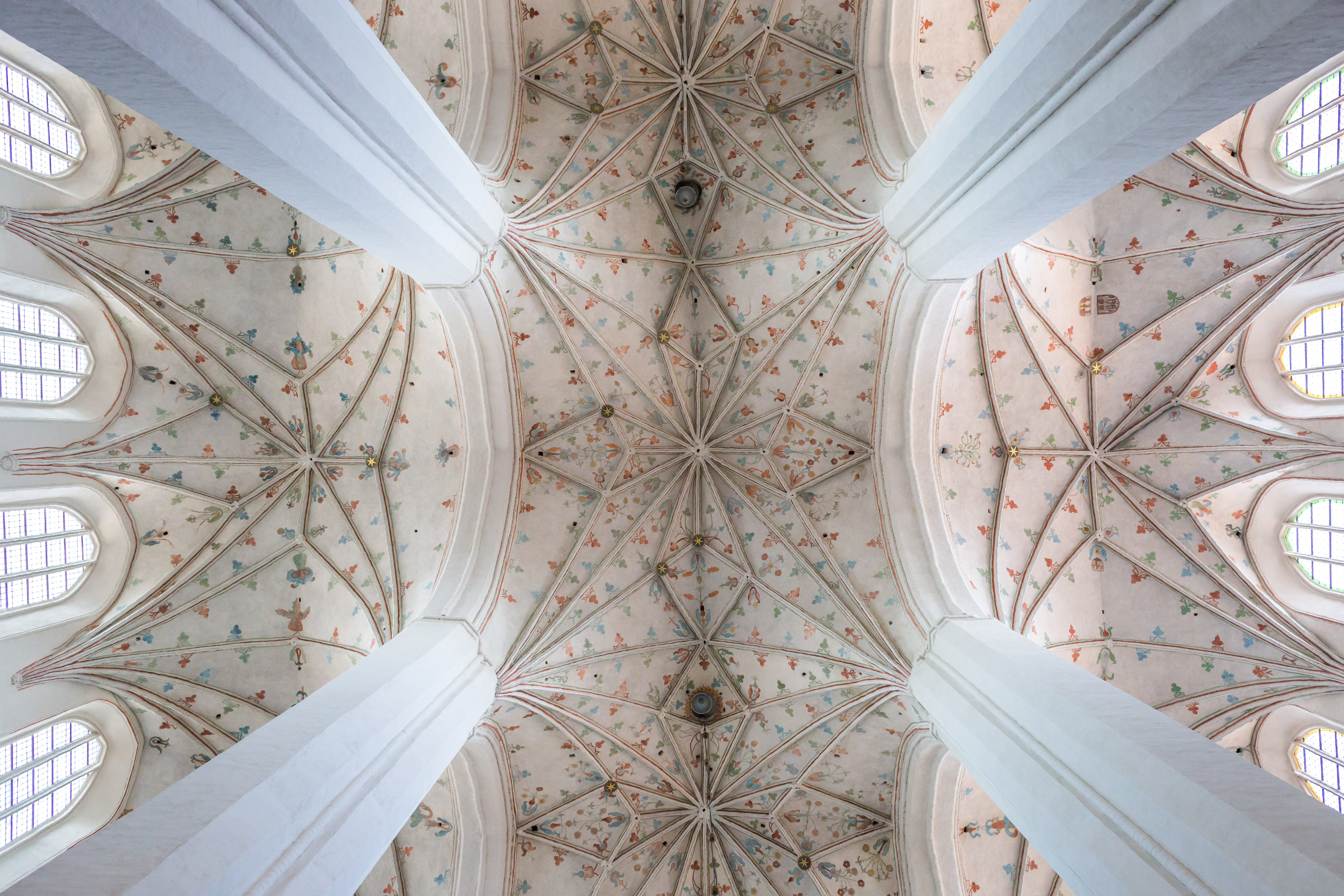
Hvězdová klenba kostela sv. Janů, Toruň, Polsko, konec 15. století

Bývá nazývána také hvězdovitá nebo hvězdicová, někdy též nervura. Vzniká průnikem několika valených kleneb, na jejichž líci vytvářejí žebra hvězdovité motivy. Úloha žeber je zde již čistě dekorační. První hvězdová pole klenby se objevují v křížení hlavních a příčných lodí katedrál, první vzorovaná hvězdová klenba v Evropě byla použita v katedrále v Lincolnu po roce 1192. Při pohledu do lodi hvězdicovitý vzor nevyniká a blíží se vzoru vějířovitému.
Společně s následujícími dvěma typy jde o obohacení, kterým ke gotické architektuře přispěly německé země. V České republice se hvězdové klenby vzácně objevují v pozdním 14. století (Sadská, Sulejovice).
Významné stavby zaklenuté hvězdovou klenbou:
- kostel sv. Mikuláše v Troyes, Francie (1526–1535)
- katedrála v Lincolnu, Anglie – hlavní loď (1192–1210)
- katedrála v Yorku, Anglie (1291–1340)
- Malbork, hrad, Polsko – převzetí hvězdové klenby z Anglie do tehdejšího Pruska a její další rozvinutí (po 1280)
- "Nová" katedrála v Salamance, Španělsko – bohaté hvězdovité obrazce na pozdně gotické klenbě
- katedrála v Segovii, Španělsko – pozdně gotická katedrála (1525–1616)

Významné stavby v ČR zaklenuté hvězdovou klenbou:
- kostel sv. Jakuba, Prachatice – trojlodí (1505–1513)

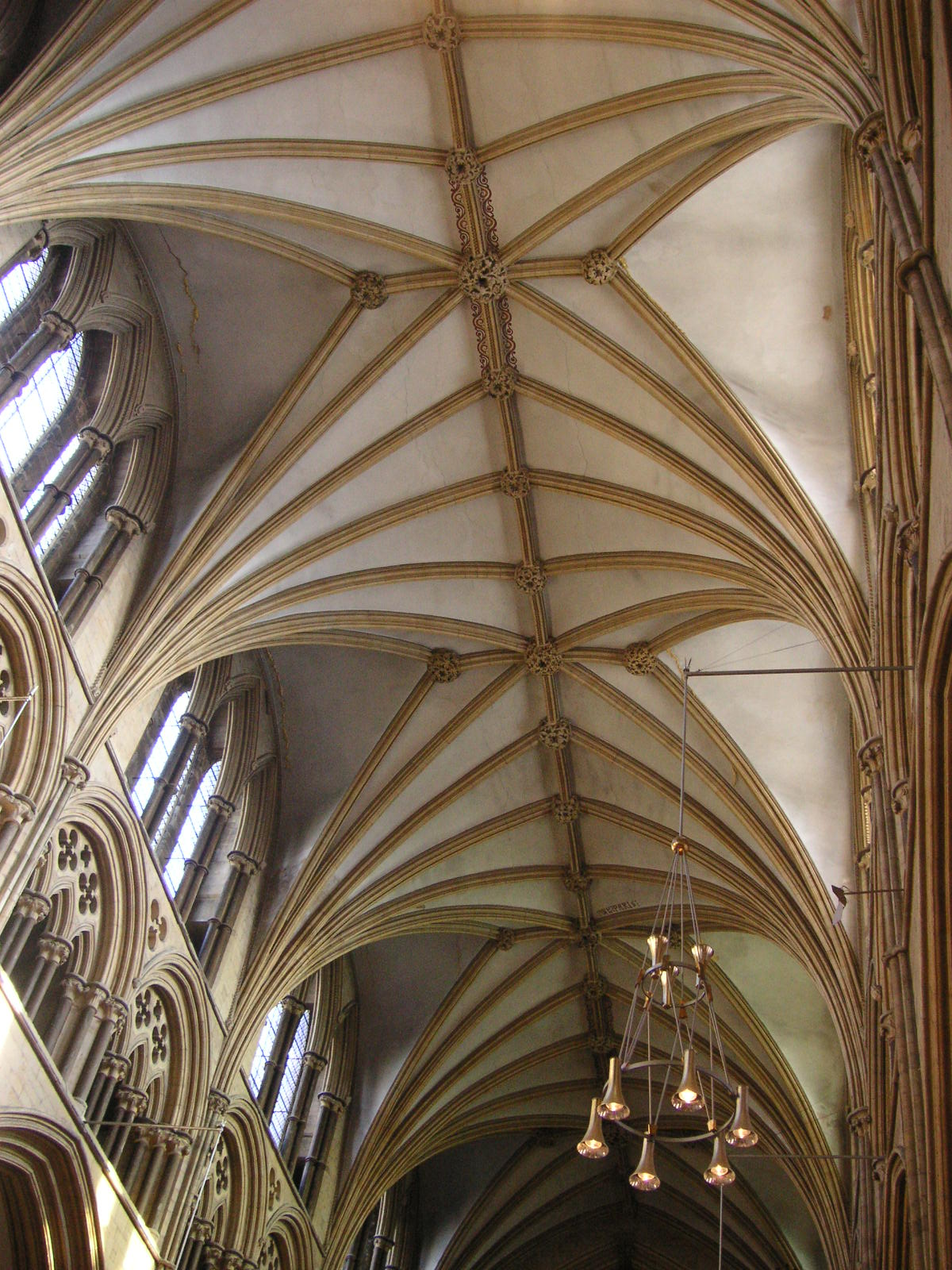
Hlavní loď katedrály v Lincolnu

## Síťová klenba

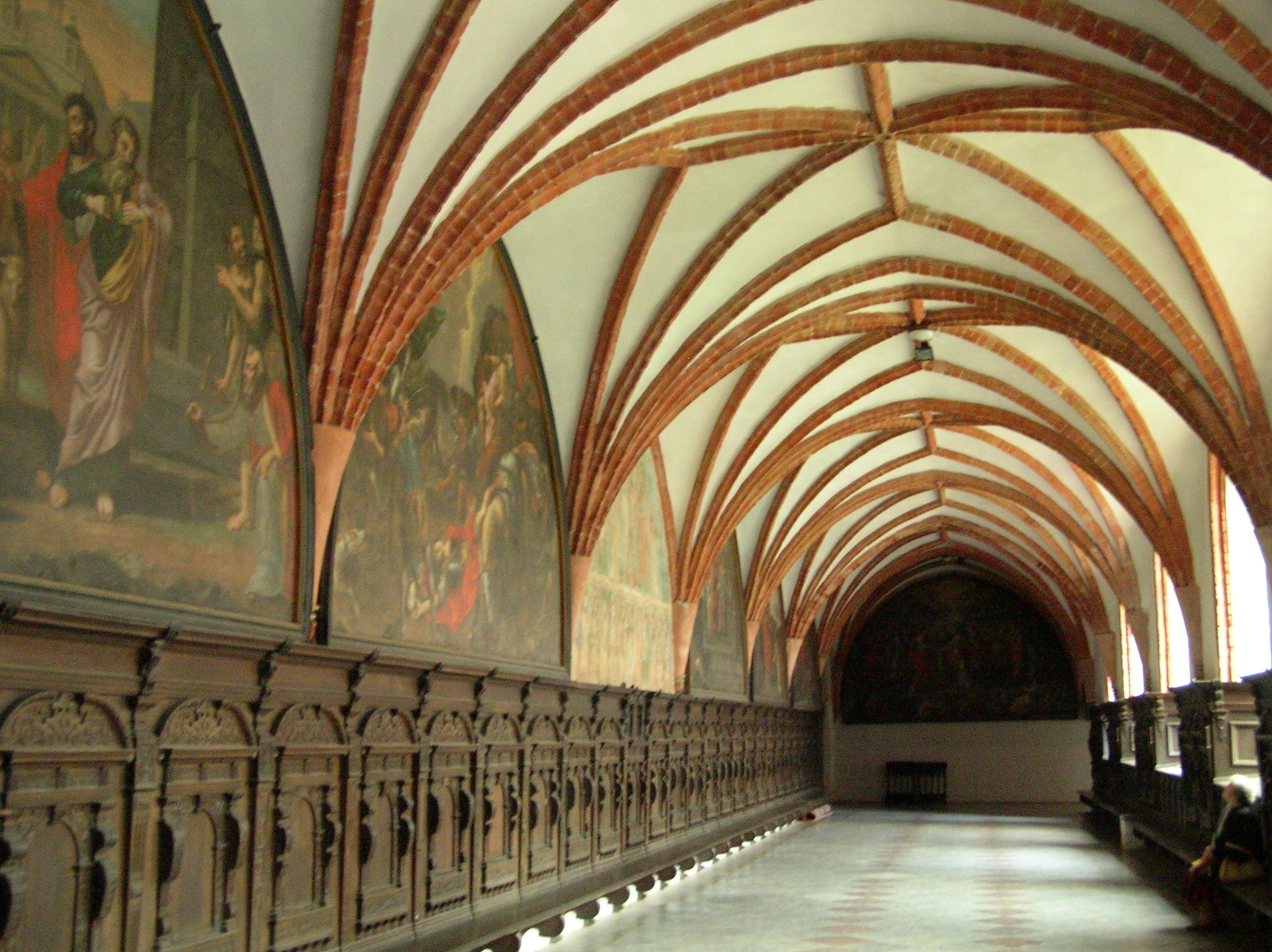
Nejstarší síťová klenba, cisterciácký kostel Pelplin, Polsko, po 1276

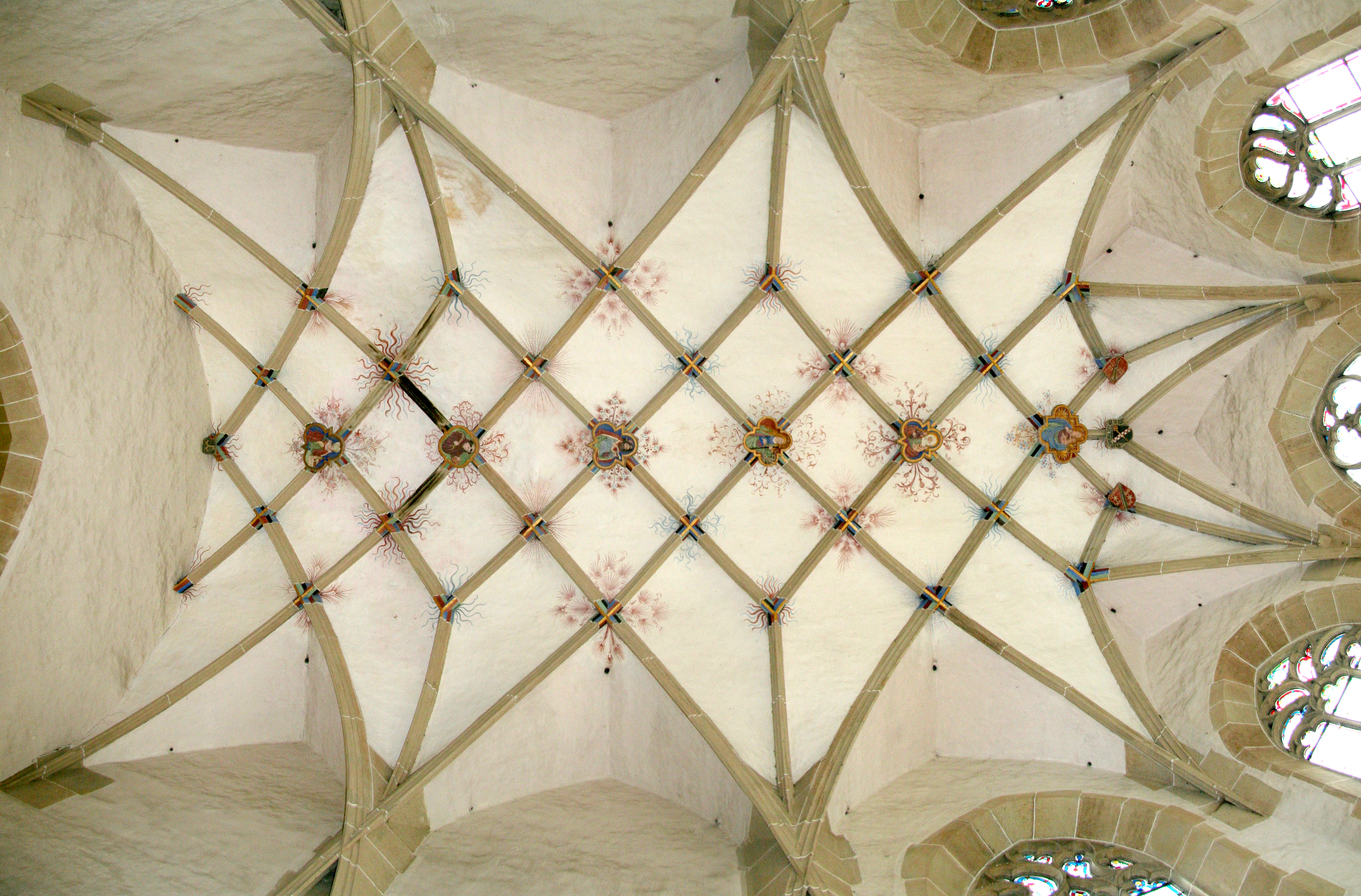
Síťová klenba kostela Panny Marie v Lienzingenu, Německo, 1476-1483

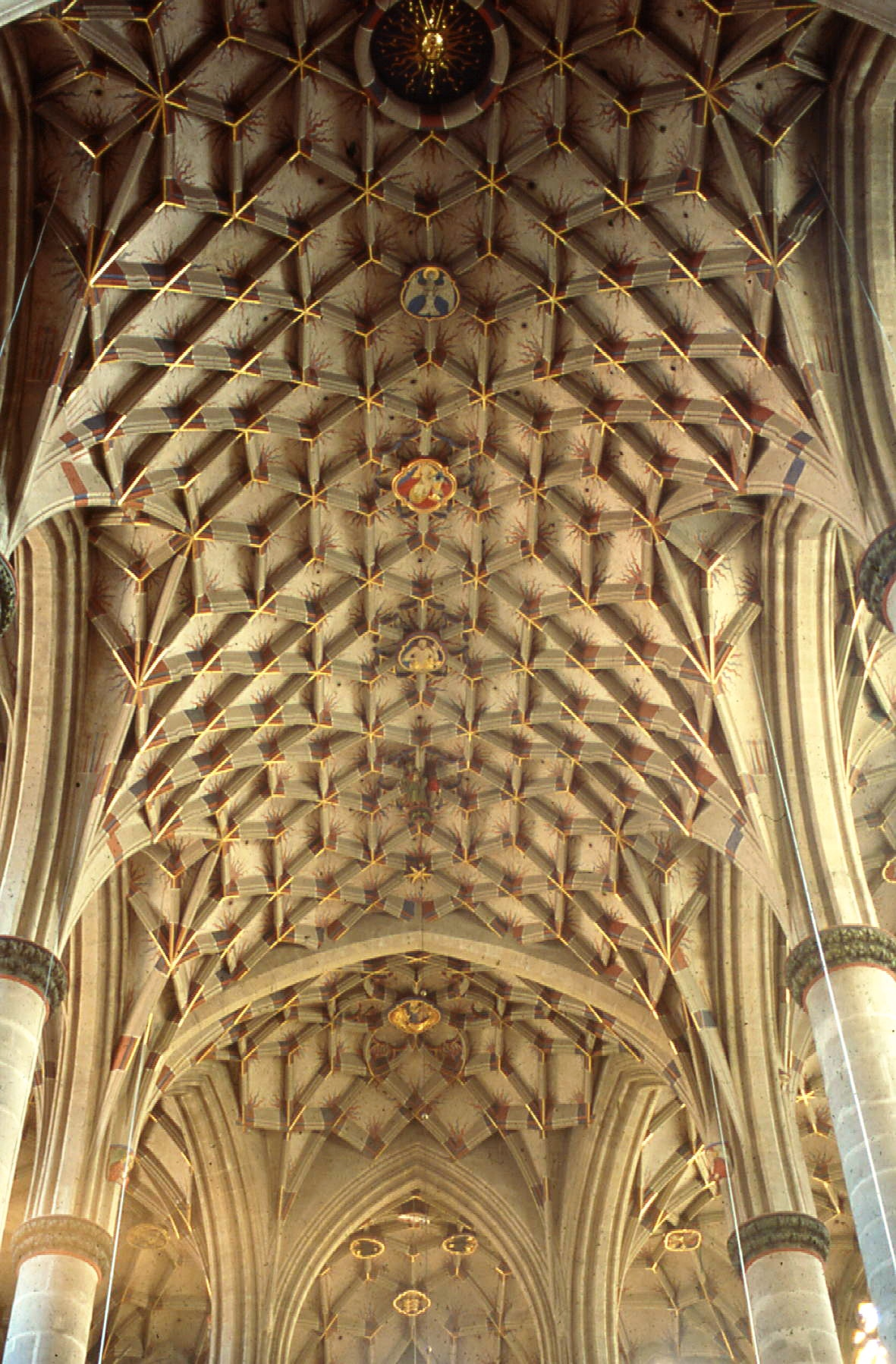
Kostel sv. Kříže, Švábský Gmünd – klenba Petra Parléře, od 1351

Vzniká jako průsečík několika valených kleneb, na nichž se dekorativní žebra splétají v pravidelný síťový vzorec. Žebra jsou řazena stejnoměrně, bez ohledu na členění klenebních polí.
Tento typ klenby vznikl původně v německých zemích. Jedna z nejstarších síťových kleneb vůbec se nachází v cisterciáckém kostele v Pelplinu (dnes součást Polska), který byl budován od roku 1276. V českých zemích byla poprvé použita na Staroměstské mostecké věži a vzápětí např. v kostele sv. Jiljí v Milevsku. Později se místní vzor klenby rozšířil na mnoha pozdně gotických klenbách ve střední Evropě. Síťová klenba presbytáře svatovítské katedrály na pražském hradě představuje tvůrčí vrchol díla Petra Parléře (presbytář budován v letech 1371–1385).
Významné stavby zaklenuté síťovou klenbou:
- cisterciácký kostel Nanebevzetí Panny Marie v Pelplinu, Polsko – nejstarší síťová klenba (po 1276)
- chrám sv. Kříže, Schwäbisch Gmünd, Německo – práce Petra Parléře
- katedrála ve Freiburg in Breisgau, Německo – vybudována podle francouzských vzorů
- kostel svatého Wolfganga (Schneeberg), Německo (1536–37)

Významné stavby v ČR zaklenuté síťovou klenbou:
- katedrála sv. Víta, Praha – klenba presbytáře (1344–1386)
- kostel sv. Jiljí, Milevsko – prototyp síťové klenby v českých zemích
- kostel sv. Víta, Český Krumlov (1407–1439) – klenba vytvořena podle vzoru kostela sv. Jiljí v Milevsku[4]
- kostel sv. Jakuba, Brno
- kostel svatého Petra a Pavla, Mělník – klenba Hanse Spiesse (1480–1488)
- síň radnice v Táboře – devět klenebních polí (1515–1516)
- kostel sv. Jiljí, Dolní Dvořiště (1488–1507)

## Kroužená klenba

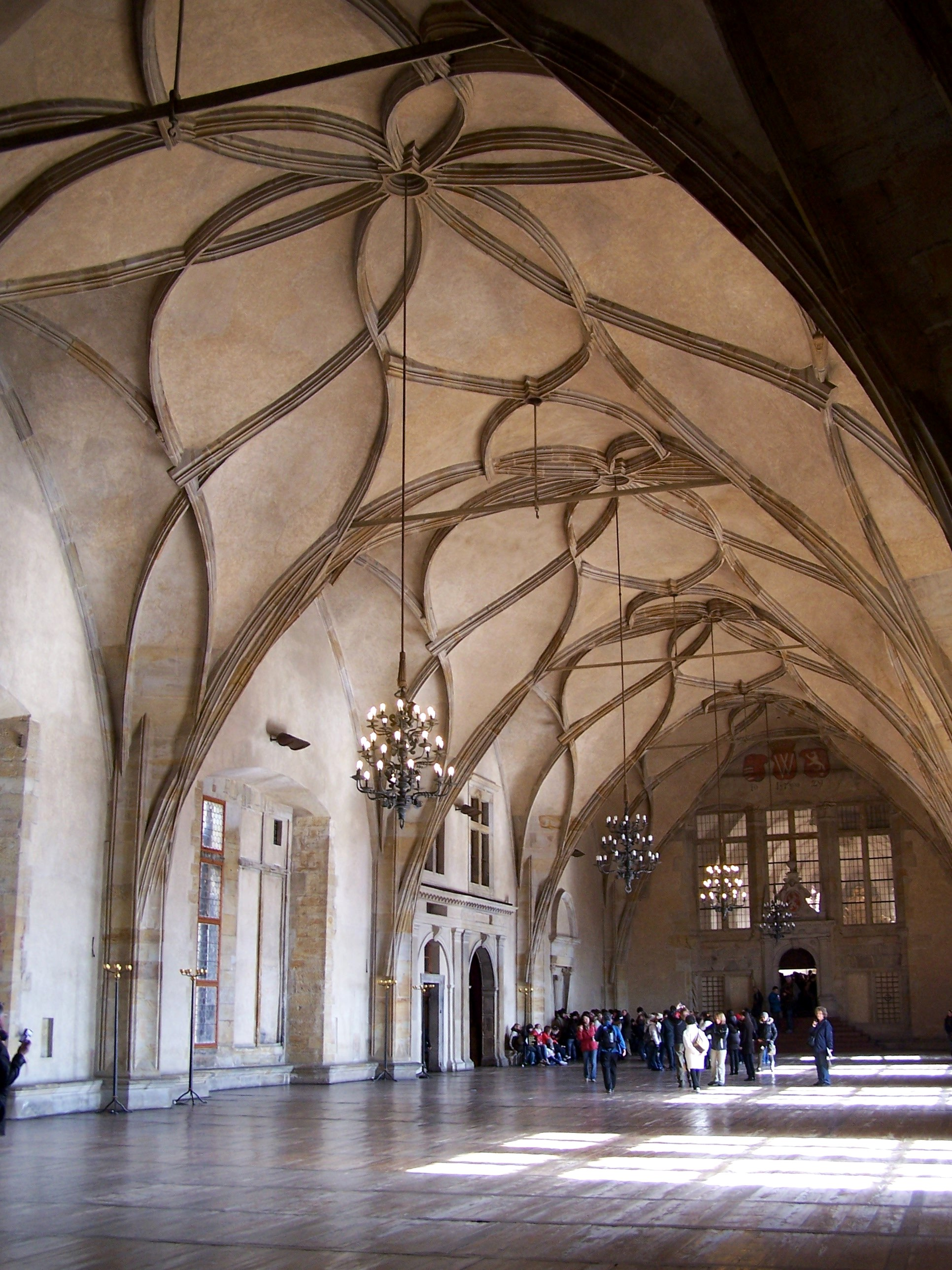
Kroužená klenba Vladislavského sálu, Pražský hrad, 1490-1502

Dekorativní žebra tvoří na ploše klenby bohaté kroužené obrazce.
Tento typ klenby vznikl původně v německých zemích, krásným příkladem je kostel v Annabergu. Dalším nádherným příkladem je zaklenutí Vladislavského sálu na pražském hradě (Benedikt Rejt, 1493–1502).
Významné stavby zaklenuté krouženou klenbou:
- St. Annenkirche, Annaberg, Německo

Významné stavby v ČR zaklenuté krouženou klenbou:
- Vladislavský sál, hrad, Praha – výška klenby 13 m, rozměry zaklenutého sálu 62 × 16 m (nejrozlehlejší sál v Evropě, který nepoužívá střední podpory) (Benedikt Rejt, 1493–1502)
- chrám sv. Barbory, Kutná Hora – bohatě kroužená vzdušná klenba, na okrajích žebra vedena mimo pilíře, autor Benedikt Rejt (po roce 1512)
- kostel Nanebevzetí Panny Marie, Most – síňové trojlodí podle projektu Jakuba Heilmanna ze Schweinfurtu (začátek 16. století)
- Kaple svatého Jeronýma (olomoucká radnice) – v presbytáři kaple

## Pozdně gotické prvky klenby

### Protínající se žebra

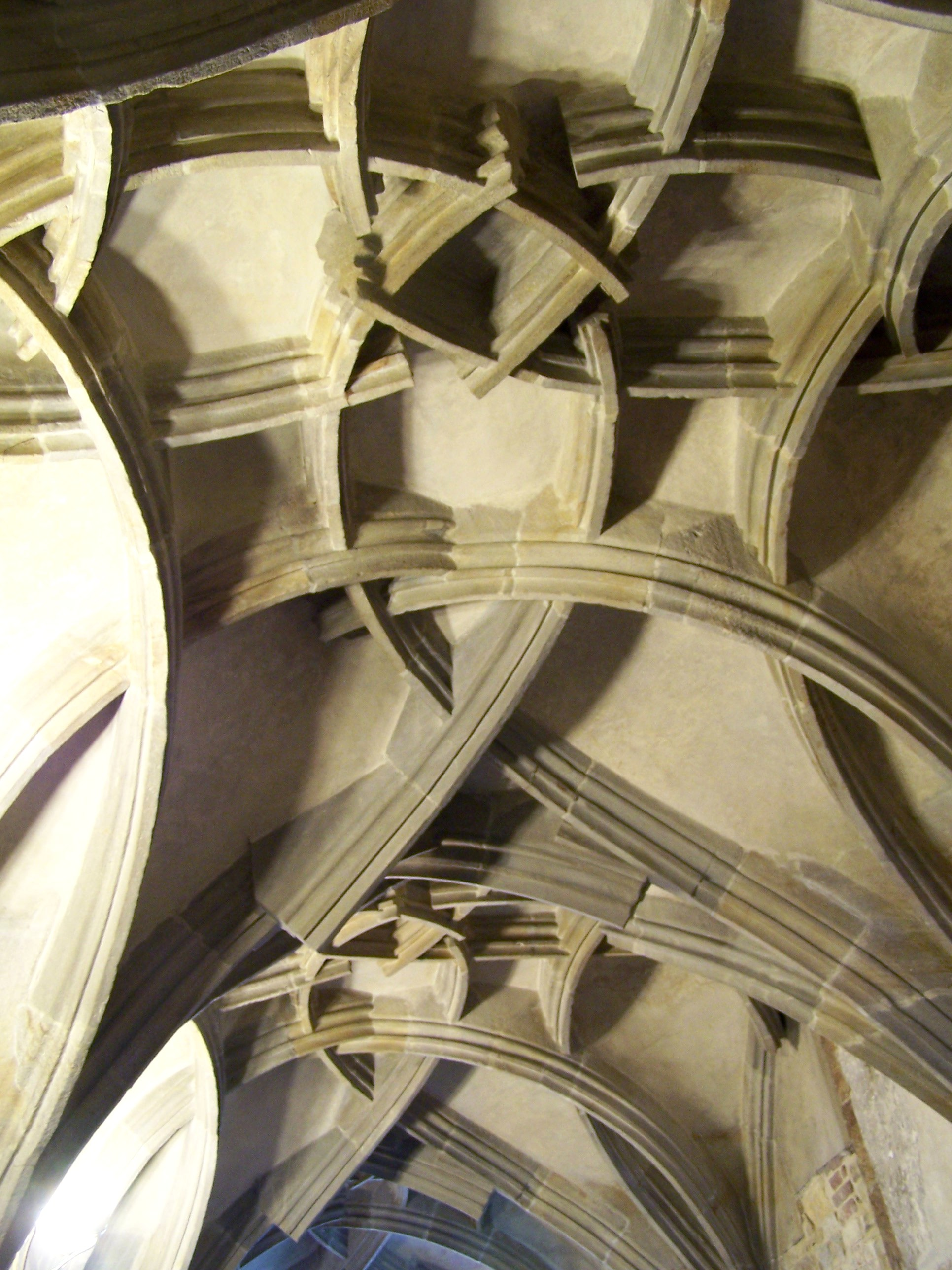
Klenba Jezdeckých schodů v královském paláci Pražského hradu, Benedikt Rejt

Použití motivu protínajících se žeber na stavbách v ČR:
- Jezdecké schody, Pražský hrad, Praha – architekt Benedikt Rejt (do 1501)
- kostel sv. Mikuláše, Louny – kroužená klenba s protínajícími se konci žeber (1520–1538)
- kostel sv. Máří Magdalény, Chvalšiny – bohatá síť protínajících se žeber (1487–1507)
- presbytář kostela Panny Marie, Rožmberk nad Vltavou – kroužená klenba s přetínajícími se žebry (1488)
- kostel Nanebevzetí Panny Marie v Ústí nad Labem – zaklenutí síňového trojlodí (1452–1530)[6]

### Visutá klenba

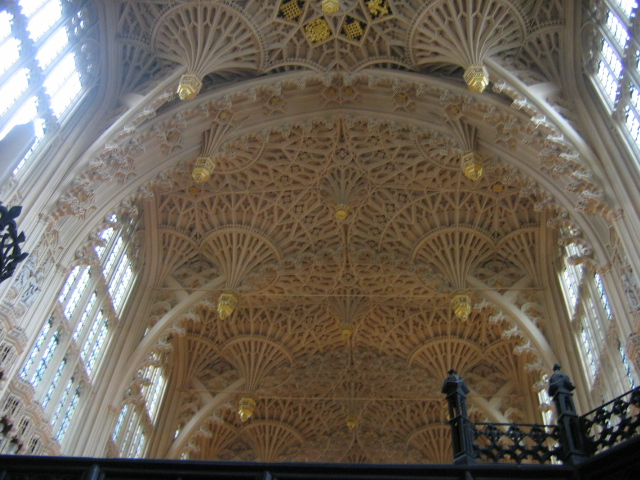
Klenba kaple Panny Marie, Westminsterské opatství

U visuté klenby je svorník spuštěn hluboko pod vrchol.
Významné stavby zaklenuté visutou klenbou:
- kaple Panny Marie, Westminsterské opatství, Londýn, Anglie – unikátně zaklenutý prostor

Použití na stavbách v ČR:
- sakristie katedrály sv. Víta, Pražský hrad – čtyři klenební pole, uprostřed s pilířem, u krajních dva visuté svorníky (1362)[4]

### Napodobeniny větví

Královská oratoř v katedrále sv. Víta na Pražském hradě

Naturalistický dekor je charakteristický pro některé tvůrce závěru gotického období. V ČR patří ke krásným ukázkám podklenutí královské oratoře v jižním chórovém ochozu katedrály sv. Víta na Pražském hradě (Hans Spiess, Benedikt Rejt, 1490–1493).

## Vějířová klenba

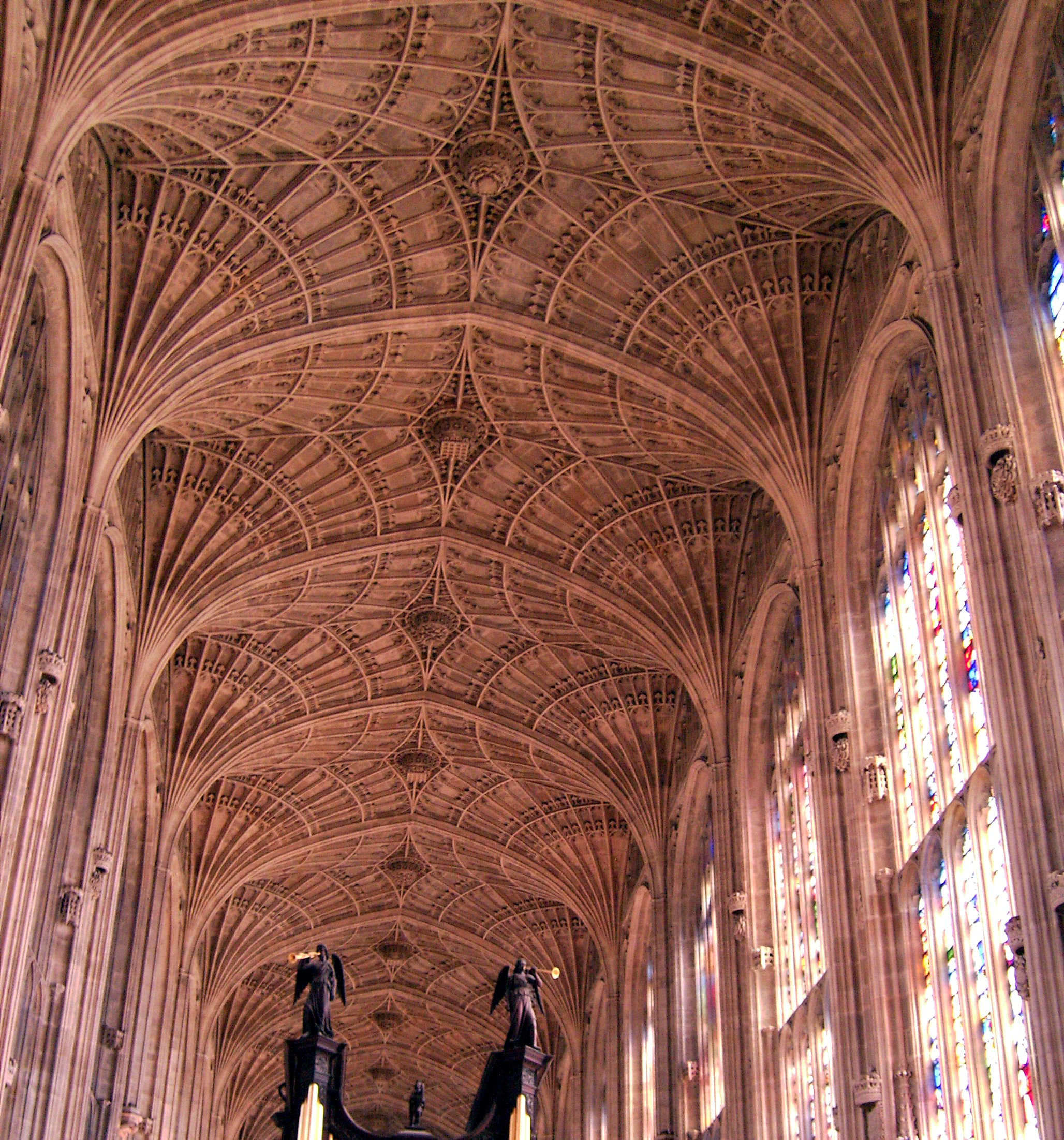
Vějířová klenba kaple King's College, Cambridge, Anglie, 1446-1515

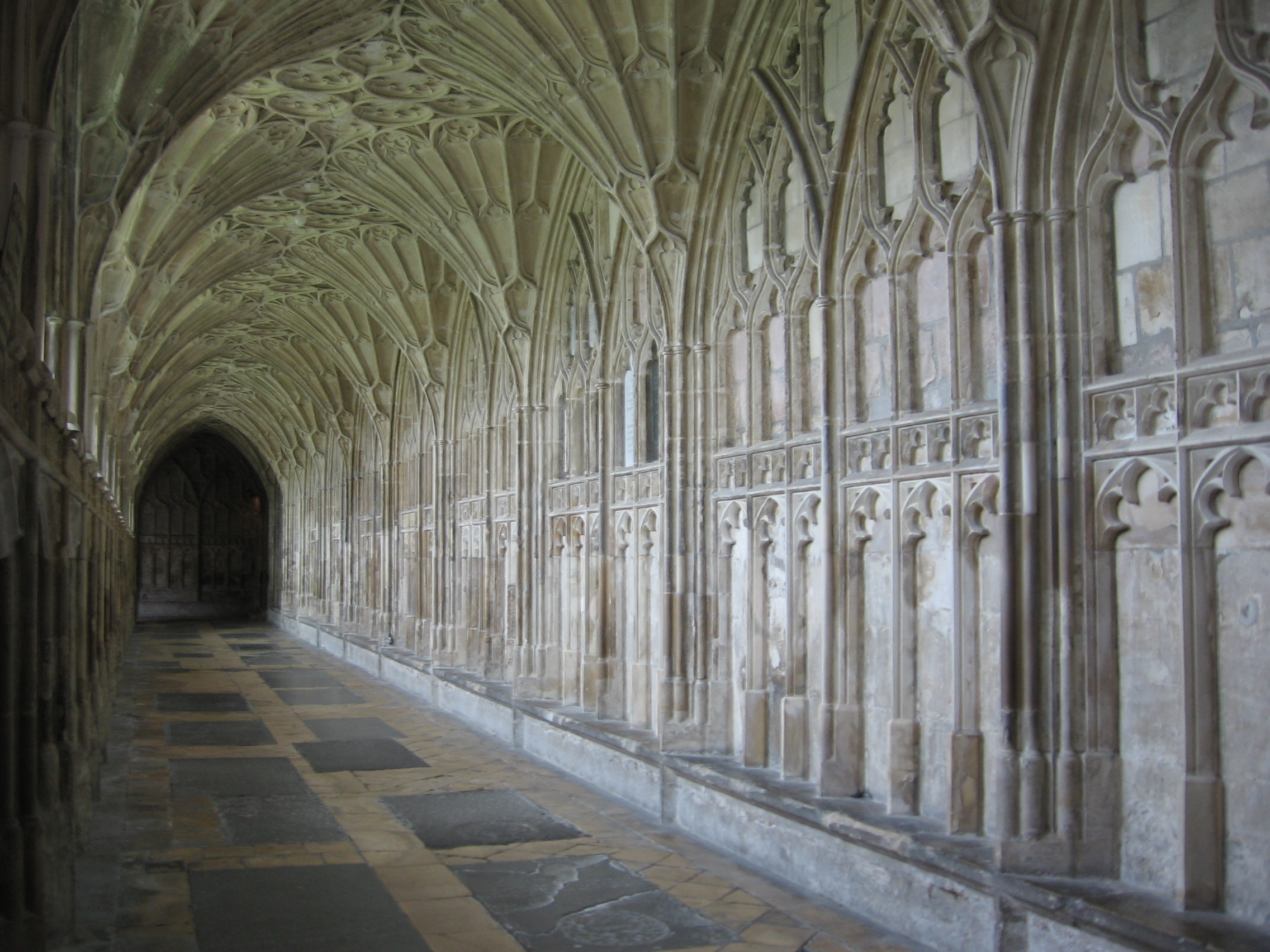
Propracovaná vějířovitá klenba v křížové chodbě katedrály v Gloucestru

Bývá také nazývána kalichová. Na vějířové klenbě se žebra vějířovitě rozkládají, přičemž pokrývají celý líc klenby. Tato klenba byla obzvláště oblíbená v anglické pozdní gotice. Poprvé byla použita při zaklenutí křížové chodby kláštera u katedrály v anglickém Gloucesteru po roce 1357, jisté rysy tohoto typu však můžeme najít v dřívějších hvězdových klenbách katedrály v Lincolnu a Westminsteru.
Významné stavby zaklenuté vějířovitou klenbou:
- křížová chodba katedrály v Gloucesteru, Anglie – nejstarší vějířovitá klenba
- katedrála v Exeteru, Anglie – nejbohatší tierceronová klenba v celé Anglii (1329–1342)

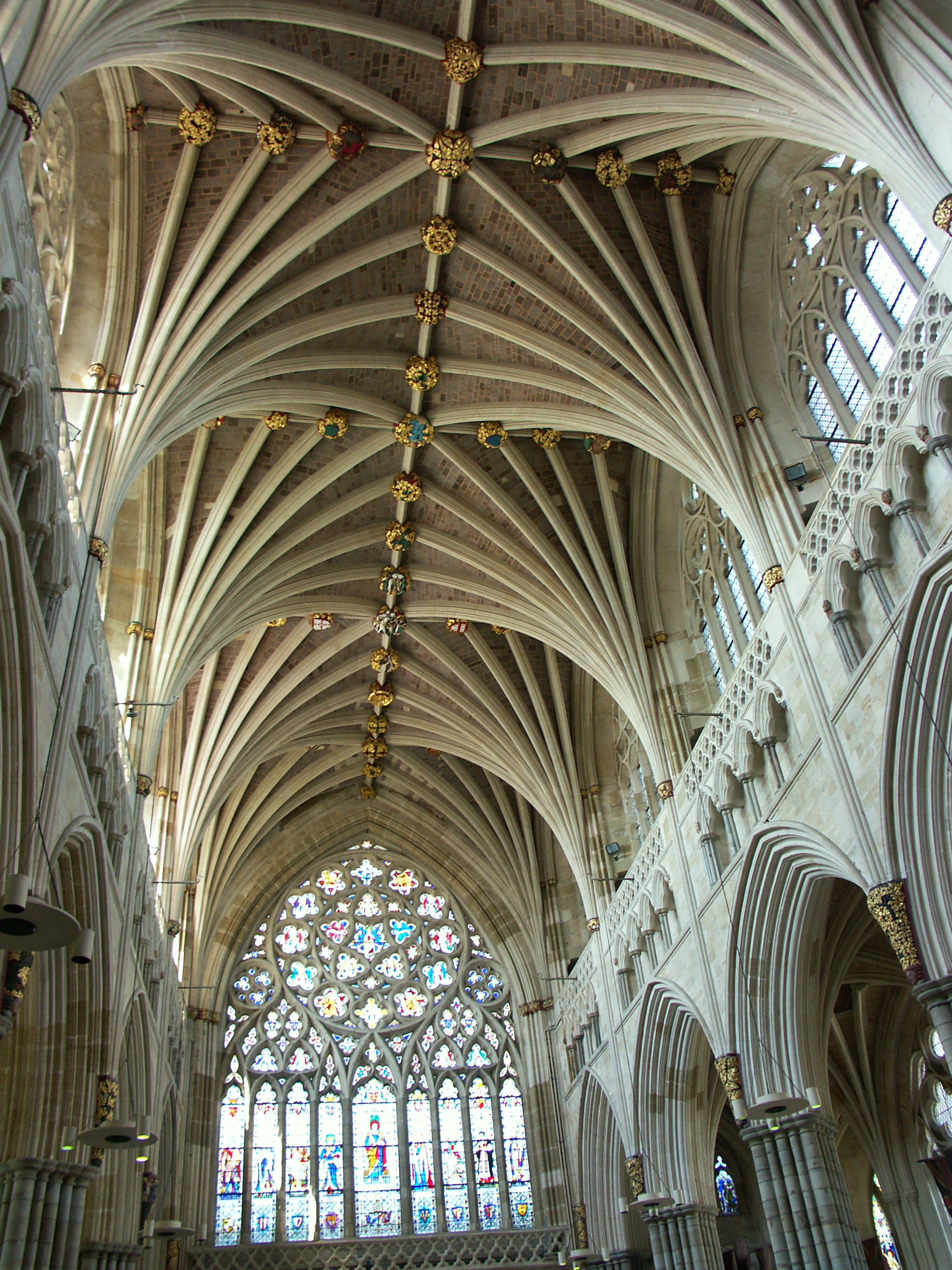
Tierceronová klenba v Exeteru

## Sklípková klenba

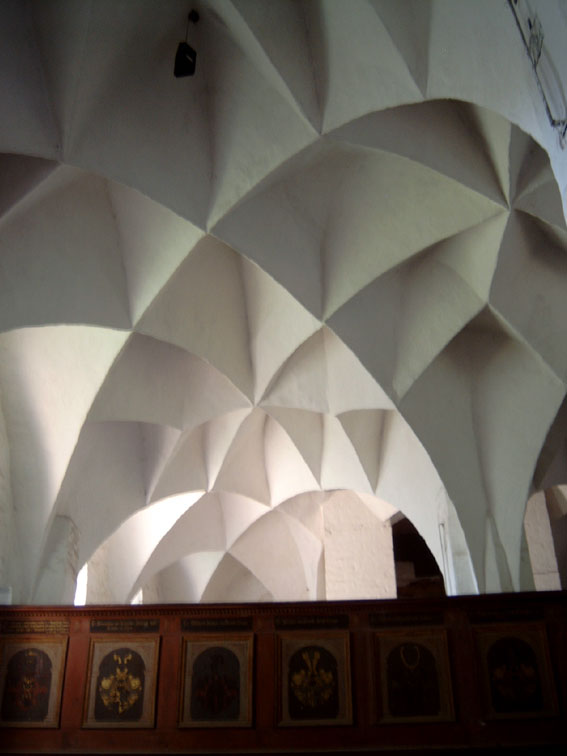
Sklípková klenba St. Petri, Brandenburg, Německo, od 1521

Bývá nazývaná také diamantová. Žebra zde zcela mizí, dekorativní funkci přebírá plasticky působivé, kontrastní sestavení ploch a plošek kápí. Objevila se v Sasku a výrazně ovlivnila architekturu řady kostelů v jižních a jihozápadních Čechách. Jedny z prvních sklípkových kleneb najdeme v německé Míšni.
Významné stavby zaklenuté sklípkovou klenbou:
- hrad Albrechtsburg, Míšeň, Německo – klenba schodiště a kurfiřtského pokoje

Významné stavby v ČR zaklenuté sklípkovou klenbou:
- klášter v Kadani – první použití sklípkové klenby na českém území
- klášterní kostel Nanebevzetí Panny Marie, ochoz a několik místnosti kláštera v Bechyni (před 1500)
- kostel sv. Petra a Pavla, Soběslav (1500)
- kostel Proměnění Páně, Tábor (po 1512) – presbytář
- kostel Nanebevzetí Panny Marie, Blatná (1515)
- Kostel Nanebevzetí Panny Marie, Nezamyslice
- Sklípková klenba vstupu do kostela Nanebevzetí Panny Marie v Chomutověvstupní síň hradu Pernštejn

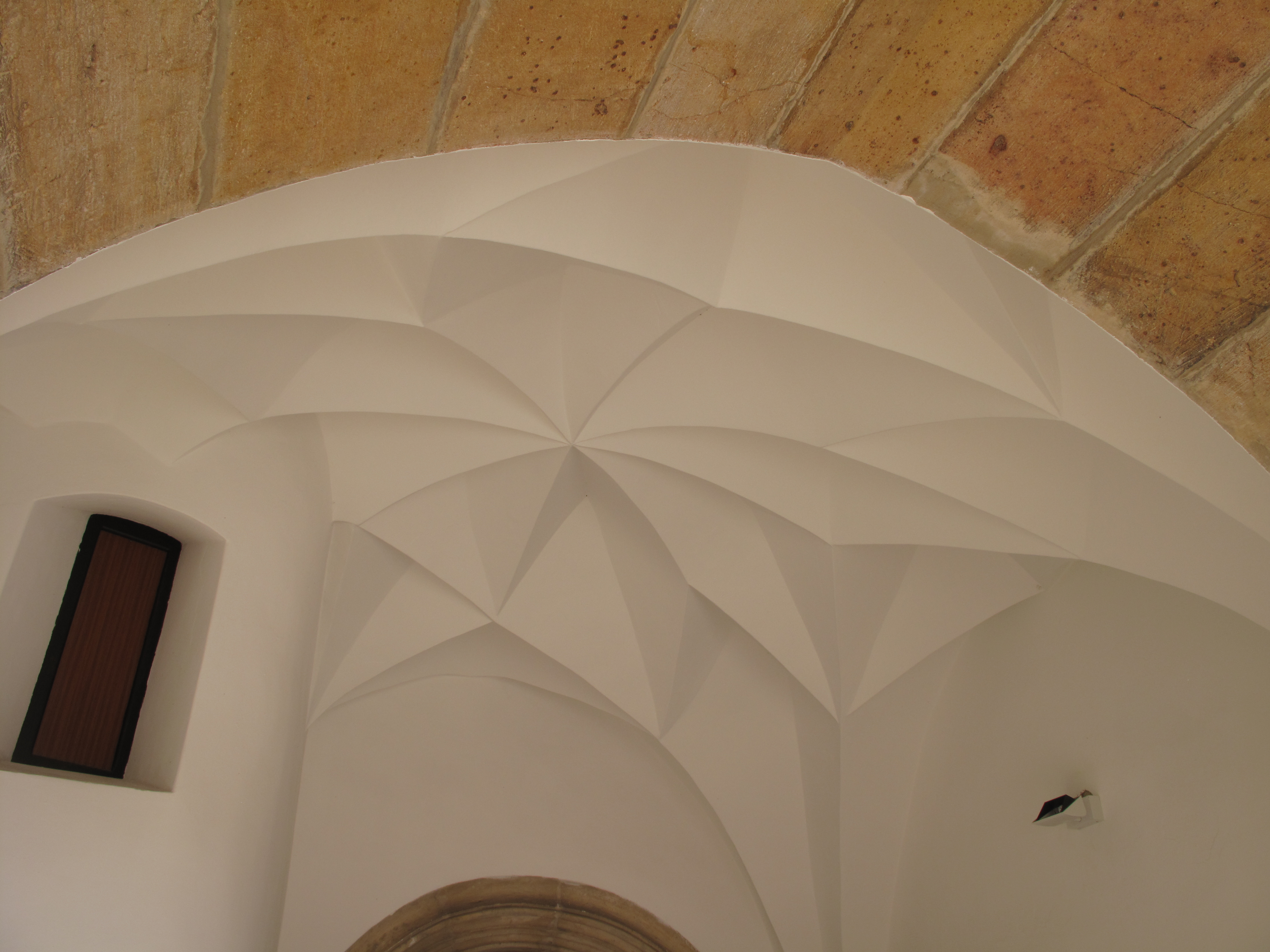
Sklípková klenba vstupu do kostela Nanebevzetí Panny Marie v Chomutově

- kaple a síň na hradě Kunětická hora
- domy ve Slavonicích
- dům čp. 9 a zámek v Chomutově
- zámek a kaple sv. Jana Křtitele v Boru u Tachova
- zámek Miroslav
- hrad Karlštejn – přízemní místnost v budově purkrabství
- Langrův dům v Jindřichově Hradci – loubí